# لارین اولریش
لارین اولریش (انگلیسی: Laurin Ulrich؛ زادهٔ ۳۱ ژانویهٔ ۲۰۰۵) بازیکن فوتبال اهل آلمان است که در حال حاضر در پست هافبک برای باشگاه فوتبال اشتوتگارت بازی می‌کند.

## دوران باشگاهی
اولریش در سال ۲۰۱۶ از ناتهیم به آکادمی اشتوتگارت پیوست.
او در تابستان ۲۰۲۲ پس از اینکه به بایرن مونیخ نزدیک شده بود، قراردادی طولانی مدت با اشتوتگارت امضا کرد. به گزارش مجله ورزشی کیکر، این قرارداد تا سال ۲۰۲۶ اعتبار دارد.
اولریش اولین بازی حرفه ای خود را برای اشتوتگارت در ۱۲ نوامبر ۲۰۲۲ انجام داد.

## دوران ملی
وی همچنین در تیم‌های ملی فوتبال زیر ۱۶ سال، زیر ۱۷ سال و زیر ۱۸ سال آلمان بازی کرده است.

## افتخارات
- فردی
  - مدال فریتس والتر:۲۰۲۲[۸]